# Ptychoptera minor
Ptychoptera minor är en tvåvingeart som beskrevs av Alexander 1920. Ptychoptera minor ingår i släktet Ptychoptera och familjen glansmyggor. Inga underarter finns listade i Catalogue of Life.